# Félix Fausto
Félix Fausto es un supervillano ficticio que aparece en los cómics publicados por la editorial DC Comics. El personaje apareció por primera vez en 1962 como un adversario de la Liga de la Justicia de América. El personaje de Felix Fausto aparentemente está inspirado en el Doctor Fausto, el protagonista de Christopher Marlowe el juego, La trágica historia del doctor Fausto.
Felix Fausto apareció en acción real en la serie de televisión Constantine de 2014, interpretado por Mark Margolis.

## Historia de la publicación
Felix Faust aparece por primera vez en la Liga de la Justicia de América #10 y fue creado por Gardner Fox y Mike Sekowsky.

## Biografía del personaje

### Orígenes
La primera aparición grabada del poderoso brujo ahora conocido como Felix Faust es de 5000 A.C, momento en el que apareció en el legendario imperio africano de Kor. El rey de Kor era Nommo, el asistente principal de su tiempo y el guardián de la potencia mística llamada la Llama de la Vida. El malvado brujo luchó contra nommo, tratando de usar el poder de la Llama para sus propios fines corruptos. Nommo entonces llamó la Llama de la Vida en sí mismo, para derrotar al brujo por desterrarlo a otra dimensión.
A mediados de la década de 1920, un loco aspirante a mago llamado Dekan Dragon tropezó con la dimensión y logró abrir un portal a la misma. Liberado, el hechicero destruye el alma de dragón y entró en su cuerpo. Sin embargo, aunque viva en la Tierra una vez más, el mago encontró sus poderes reducidos drásticamente.
Obsesionado con la restauración de su poder místico, el brujo leer la historia de cómo el hombre llamado Fausto había vendido su alma al diablo a cambio de poderes sobrenaturales, y decidió hacer lo mismo. Inspirado en el personaje principal de la historia, el brujo que ahora se llama a sí mismo Felix Faust y comenzó una búsqueda sin fin para el conocimiento místico.
Felix Faust apareció por primera vez en la Liga de la Justicia de América, vol. 1, # 10 (marzo de 1962), cuando trató de ganar un poco de sus habilidades mágicas perdidas poniéndose en contacto con los Tres Demonios, tres demonios de ficción en el Universo DC. Estos tres demonios eran hermanos que gobernaron la galaxia hace mil millones de años antes de ser expulsados por los seres conocidos como los seres intemporales. Los demonios han tratado de volver una y otra vez, convocados o por Felix Fausto y otros, sus intentos siempre son frustrados por la Liga de la Justicia. Felix Fausto trató de invocar el poder de los demonios tras poseer tres artefactos: la Campana Verde de Uthool, la Rueda de Plata de Nyorlath y el Jarro Rojo de Calythos, que habían sido creados por los Demonios y que los Timeless no podían Destruir o moverlos de la Tierra. Antes de la Crisis ellos reclamaron un hechizo usando los artefactos que los liberarían en 100 años, pero en ese tiempo el lanzador del hechizo podría comandarlos. Para ello, toma el control de la JLA con la ayuda de los Demonios, que encuentra y derrota a los guardianes del artefacto y los trae a Fausto que comienza el hechizo, pero Aquaman es capaz de romper el hechizo usando su control de peces. El hechicero es entonces llevado a prisión, y la JLA poco después de averiguar acerca de los demonios que han escapado los vuelve a encerrar. Pre-Crisis fue un miembro de Crime Champions, un trío de criminales de la Tierra-1 que se unieron con un trío de villanos de la Tierra-2 para cometer crímenes y luego escapar al otro mundo usando un dispositivo vibratorio accidentalmente descubierto por El Violinista. Felix Faust robó un millón de dólares de un barco hundido y escapó de Aquaman, el Detective Marciano y el Átomo. Más tarde, los Crime Campinas de la Tierra-2 se impusieron a los Crime Champions de la Tierra-1 usando la magia del Mago, en un intento de atrapar a la JLA. El Violinista se hizo pasar por Felix Faust. Robaron el Casino Town (evidentemente basado en Las Vegas), y 'Felix Faust' se puso en contacto con la JLA. El Violinista fue extrañamente capaz de lanzar hechizos como Fausto, y luchó contra Aquaman, el Detective Marciano y el Átomo. El verdadero Félix Fausto, mientras robaba una feria, fue enfrentado por Flecha Verde, el cazador de hombres y el Átomo, pero a pesar de lanzar un hechizo que los hizo girar en el aire, fue golpeado por el Átomo. Cuando los Campeones del Crimen fueron totalmente derrotados, el Doctor Destino, Batman y Flash de la Tierra derrotaron a Fausto.
A lo largo de los años, el hambre de Fausto por el poder mágico resultó muy costoso para él. Ha negociado su alma por el conocimiento de distancia en muchas ocasiones, solo para comprar de nuevo más tarde, cuando sus adquisiciones no le ayudó a cumplir sus objetivos, Cada vez, terminaría peor que antes. Eventualmente, le resultó difícil encontrar a los místicos dispuestos a comprar su alma empañada. Finalmente, trató de engañar a Neron para que le diera poder ofreciéndole el alma pura de una chica inocente que él asesinó en lugar de la suya. Desafortunadamente para él, Neron vio a través del engaño y castigó a Fausto poniendo el espíritu vengativo de la muchacha sobre él. Por un tiempo, el maldito alma de Faust languidecía en un avión infernal para magos que habían abusado o ignorado las leyes de la magia.

### Actividades durante 52
Durante el evento conocido como 52 una voz desde el timón del Doctor Destino habla a Ralph Dibny y promete cumplir sus deseos si hace ciertos sacrificios. Dibny viaja con el timón a través de las vidas pasadas de varias culturas, donde se le advierte sobre el uso de la magia y ve a Felix Faust. Le dicen acerca de sus ofertas por la voz. El Espectro promete resucitar a su difunta esposa Sue a cambio de que Dibny se vengara de la asesina, Jean Loring, pero Dibny no puede hacerlo.
En Nanda Parbat, Rama Kushna le dice a Dibny: "El final ya está escrito". En la torre de Doctor Destino, Dibny comienza el hechizo para resucitar a Sue, se pone el casco de destino y lo dispara, revelando a Felix Faust, quien se estaba posando como Nabu. Faust planeaba comerciar el alma de Dibny con Neron a cambio de su propia libertad.
Ralph revela que fue consciente de la identidad de Fausto durante algún tiempo, y que el hechizo vinculante que rodea la torre está diseñado para encarcelar a Fausto, no para contrarrestar los efectos negativos del hechizo. Neron aparece y mata a Dibny, sólo para darse cuenta demasiado tarde de que el hechizo vinculante responde solo a los comandos de Dibny: a través de su muerte Ralph ha atrapado a Faust y Neron en la torre.

### Un año después
Un año después de la Crisis Infinita Neron habiendo escapado ya, Faust se escapa de la Torre del Destino con la ayuda de Adán Negro y una Isis reavivada, y contactó al alma de Tornado Rojo que todavía estaba a la deriva tras luchar contra Alexander Luthor junto a Donna Troy, la Corporación de Linternas Verdes, y sus aliados. Trabajando con el Doctor Imposible, el Profesor Ivo y Solomon Grundy, Faust se presentó como Deadman y le ofreció al androide el deseo de su corazón: un cuerpo humano. Tornado aceptó, y Faust unió su alma a su nuevo cuerpo. Fausto y sus aliados robaron entonces el cuerpo androide original Tornado Rojo para sus propios fines.
Después de prestar sus hechizos de ocultación a Chita, Faust se unió a Talia al Ghul para corromper a otro héroe: Black Alice. Fausto le ofreció poder a Alice, riqueza, un lugar en la Sociedad Secreta de Supervillanos y la resurrección de su madre, pero Alice se negó, envió a Fausto fuera de la ciudad y aprovechó sus poderes para poder realizar la resurrección. Después de esto, Fausto pareció volver a la Sociedad.
En la portada de Justice League of America (vol. 2) # 13, muestra a Felix Faust como miembro de la última encarnación de la Liga de la Injusticia.

### Crisis post-final
Como miembro de la Sociedad Secreta de Supervillanos de Chita, Felix Faust jugó un papel en la creación del Genocidio cuando usó su magia para animar las muestras de suelo recogidas.

### Otras apariciones
Felix Faust ha demostrado mantener su control sobre Isis, incluso después de que utilizó sus poderes para liberarse de Fate Towers creando una portal. Obligado a mantener a Isis bajo un poderoso hechizo de sedación en todo momento, está implicado en abusar sexualmente de la joven diosa. Todavía incapaz de comunicarse, Isis logra señalar a su marido Adán Negro en su ayuda a través de un rastro de flores Isis. Una vez que Adán Negro descubre Isis, obliga a Fausto a liberar a su esposa, quien en represalia castrará a Fausto con sus manos desnudas antes de salir, ahorrando su vida.

### Los nuevos 52
En Los nuevos 52 (reinicio del universo de DC Comics), Felix Faust está luciendo un aspecto más macabro y demacrado. Captura a Doctor Mist después de que el héroe intente infiltrarse en su culto, llevando a la Liga de la Justicia Oscura a ser enviada para rescatarlo. Después de que Faust es eliminado por la Orquídea Negra, los héroes encuentran un mapa que lleva a los Libros de Magia en su posesión.
Durante la historia de Forever Evil, Felix Faust está entre los villanos reclutados por el Sindicato del Crimen para unirse a la Sociedad Secreta de Super Villanos. En las páginas de  Forever Evil: Blight, Felix Faust y Nick Necro se ven torturando Mindwarp para Ultraman, eventualmente matarlo, en un intento de crear especímenes recargables, habiendo hecho previamente con Sargon el Hechicero. Cuando el grupo de John Constantine llega al templo de Nanda Parbat, eventualmente se encuentran con el proyecto en el que Nick Necro y Felix Faust han estado trabajando. Ellos ven a Orquídea Negra, Cassandra Craft, Shade, el Hombre Cambiante, Encantadora, Blackbriar Thorn, Blue Devil, Papa Midnite, Sargon el Hechicero, y Zatanna ser retenido para el uso en el programa de armas del Sindicato del Crimen para usar contra la entidad que destruyó su mundo. Constantine se da cuenta de que Nightmare Nurse no es ella misma, en realidad Necro disfrazado. La lucha dos y Constantine es capaz de detener Necro con el fin de tratar de liberar a Zatanna. Antes de que sea capaz de hacerlo, el suyo es capturado por Felix Faust. Constantino siente que su equipo se acerca y espera que le ayude, sin darse cuenta de que han sido capturados también para ser utilizados para el proyecto.

### DC Rebirth
El personaje aparece como uno de los villanos que se niega a ser contratado por Henry Bendix para matar a Midnighter y Apollo.

## Poderes y habilidades
Felix Fausto no tiene educación en la batalla física y es un luchador cuerpo a cuerpo por debajo del promedio. Sin embargo, es un maestro hechicero capaz de controlar un vasto poder mágico para afectar la realidad misma. Cuando apareció por primera vez, Fausto era único entre los magos de su calibre, requiriendo libros o pergaminos de hechizos para enfocar sus poderes. Sin embargo, en apariciones recientes parece haber superado esta desventaja.
Cuando Felix Fausto apareció por primera vez en Justice League of America # 10, estaba usando el Necronomicón, el libro oculto de las historias de H.P. Lovecraft, para convocar a los Demonios Tres. En una aparición posterior, se cambió el título de la obra.

## Legado
Felix Fausto tiene dos hijos:
- Fauna Fausto, miembro de Strike Force Kobra que no pudo destruir a los Forasteros, pero es asesinada por su padre.[10]
- Sebastian Fausto

De los dos, el alma de Sebastian fue intercambiada con el demonio Nebiros, pero el poder que pidió Félix se le otorgó a Sebastian en su lugar. Como resultado, la relación padre-hijo ha sido conflictiva. Sebastian generalmente ha actuado como un héroe, trabajando con los Forasteros, la Liga de la Justicia y los Centinelas de Magia.

## Otras versiones

### JLA / Vengadores
En JLA / Avengers, Felix Fausto se encuentra entre los villanos controlados por la mente que defienden la fortaleza de Krona cuando los héroes la asaltan en el número 4.

## En otros medios

### Televisión

#### Animación
- Felix Faust aparece en el episodio de The Super Powers Team: Galactic Guardians "El caso de los poderes robados" con la voz de Peter Cullen. Se le mostró en una prisión con el Pingüino como compañero de celda. Fausto estaba a punto de lanzar un hechizo para escapar transfiriendo los poderes de Superman a sí mismo, pero Pingüino aprovechó la oportunidad, le robó los poderes de Superman a Fausto y se escapó fácilmente, dejando a Fausto atrás. Más tarde, Faust despojó a Pingüino de los poderes de Superman, y los ganó él mismo después de que su espíritu aprehendiera a Pingüino. También demostró ser vulnerable a la kryptonita cuando Firestorm cambió parte de su albornoz. Mujer Maravilla usó su lazo para obligar a Felix Faust a renunciar a los poderes de Superman. Los dos fueron nuevamente encarcelados en la misma celda para gran consternación de ambos.
- Felix Fausto hizo múltiples apariciones en el Universo animado de DC, con la voz de Robert Englund:
  - Felix Fausto aparece en Liga de la Justicia. Originalmente un profesor de arqueología con un interés hereje en la magia y las artes oscuras, se convierte en hechicero antes de ser expulsado de la universidad donde enseñaba, usando su hechicería para vengarse de quienes lo despreciaban. En "Paradise Lost", Fausto transforma a las amazonas residentes de Themyscira en piedra con un talismán de Gorgona para obligar a Wonder Woman a reunir las partes de una llave para abrir la puerta al Tártaro, dominio de Hades, haciendo un pacto con el dios por el "conocimiento último" a cambio. Wonder Woman logra obtener la ayuda de sus amigos de la Liga de la Justicia en su búsqueda de la llave. Una vez que Batman descubre las intenciones de Fausto, la Liga decide no darle la llave a Fausto sin luchar. Sin embargo, Fausto obtiene la llave y escapa. Fausto logra liberar a Hades e incluso le ofrece a Hippolyta como ofrenda. Hades, sin embargo, traiciona a Fausto y lo hace envejecer rápidamente, convirtiendo a Fausto en un anciano marchito en el acto y diciéndole que "En última instancia, el dolor y el sufrimiento son todo lo que la humanidad conocerá". Fausto se recupera lo suficiente como para intentar atacar a Hades, que estaba ocupado luchando contra Hippolyta y sus aliados, desde atrás con un hechizo, pero en lugar de debilitar a Hades, lo transforma en su estado más poderoso. Poco después, Wonder Woman destruye la llave y envía Hades vuelve al Tártaro, Fausto envejece hasta convertirse en polvo y es succionado al inframundo.
  - En el episodio de Liga de la Justicia Ilimitada, "The Balance", Tala logra recuperar el alma de Felix y contenerla en un espejo. Engaña a Tala para que cante un hechizo, liberando a Fausto y atrapando a Tala en el espejo. Fausto entra y toma el control del Aniquilador, un autómata mágico extremadamente poderoso forjado por el dios griego Hefesto, tomado por la Liga de la Justicia y luego robado por Cadmus, y lo usa para apoderarse del Tártaro, derrocando a Hades. Aunque esto crea un terrible desequilibrio entre los reinos de los vivos y los muertos. Finalmente, Wonder Woman y Shayera liberan a Hades, y juntas destruyen al Aniquilador y derrotan a Fausto de una vez por todas, dejando que Hades se contente con torturar el alma de Fausto para siempre.
- Felix Fausto aparece en Batman: The Brave and the Bold en el episodio "Evil Under the Sea!" expresado por Dee Bradley Baker. Conspiró para abrir la Caja de Pandora solo para ser derrotado por Batman y Atom. Más tarde aparece en "¡El día del caballero oscuro!" como un preso que escapa de la Penitenciaría de Iron Heights solo para ser detenido por Batman y Green Arrow. Felix Fausto regresa más tarde en "The Criss Cross Conspiracy!" como exconvicto en libertad condicional, abriendo una tienda de magia. Él es seducido y ayuda a la vengativa Batwoman a intercambiar cuerpos con Batman para que ella pueda vengarse de Riddler. Batman, en el cuerpo de Batwoman, regresa más tarde a la tienda de Fausto y lo convence de escapar de la policía y ayudarlo a cambiar de cuerpo. Después de que Fausto, Riddler y Batwoman son arrestados, él continúa enamorado de ella, a pesar de que Batman le recuerda que la mayor parte del tiempo estaba él en su cuerpo y, por lo tanto, ella no siente nada por él, pero Fausto lo ignora. esto y dice: "¡Bueno, nadie es perfecto!". En "Triumvirate of Terror", Felix Fausto es visto como un miembro de la Legión del Mal cuando se trata de un juego de béisbol contra la Liga de la Justicia Internacional.
- Dee Bradley Baker repite su papel de Felix Fausto en el episodio de Young Justice, "Misplaced". Klarion el Niño Brujo lo recluta para causar una distracción necesaria al realizar un poderoso hechizo en la isla Roanoke junto a él, Wizard, Wotan y Blackbriar Thorn, que divide el mundo en dos dimensiones, una para los adultos del mundo y otra para los niños del mundo. Él y los demás son derrotados por Red Tornado, Zatara y Batman, mientras que Klarion es derrotado por Doctor Fate y el equipo.
- Felix Fausto aparece en el episodio "Hat Trick" de Justice League Action, con la voz de Jon Cryer. Al orquestar un ataque de maniquí en un centro comercial, Felix Fausto roba el sombrero de Zatanna y lo lleva a las ruinas de las Hébridas donde hace sus planes para convocar al demonio Ghast con el fin de recuperar su juventud. Cuando llegan Batman, Zatanna y Etrigan, Felix Fausto acaba de terminar de convocar a Ghast, quien restaura la juventud de Felix Faust. Mientras Batman y Etrigan el Demonio trabajan para detener a Ghast antes de que llegue al continente, Zatanna usa su magia para luchar contra Felix Fausto, que termina con ella usando las cadenas que conjuró para atarlo. Después de que Zatanna usa su sombrero para hacer desaparecer a Ghast de regreso a su dimensión, un atado Felix Fausto intenta huir solo para tropezar con los conejos que emergieron del sombrero antes de la invocación de Ghast. Luego cita: "¿Por qué tenían que ser conejos?" En "No me olvides", usa un orbe mágico para borrar los recuerdos de la Liga de la Justicia, con la excepción de Firestorm. Fausto luego se embarca en una ola de crímenes con la ayuda de sus golems, solo para ser confrontado por Firestorm y un amnésico Batman, Wonder Woman y Superman. Los golems de Fausto inicialmente tienen la ventaja, y Fausto puede borrar los recuerdos de Firestorm. Sin embargo, Batman, Superman y Wonder Woman pueden derrotar a los golems de Fausto y derrotar a Fausto, destruyendo el orbe en el proceso.
- Felix Fausto hace una pequeña aparición en el episodio de Harley Quinn, "Entonces, necesitas una tripulación", con la voz de Tony Hale.

#### Acción en vivo
- Felix Fausto aparece en Constantine, interpretado por Mark Margolis. Su plan consistía en robar las almas de varios residentes de Brooklyn para aumentar sus propios poderes oscuros.[11] Fausto es retratado como un hombre mayor que pasó la mayor parte de su vida sirviendo y viviendo a la sombra de los más grandes magos de su generación. Los poderes mágicos de Fausto aumentan dramáticamente debido a la "oscuridad creciente", una trama en curso en "Constantine".

### Película
- Felix Fausto aparece en la película animada Justice League Dark, interpretado por Enrico Colantoni.[12][13]

### Videojuegos
- Felix Fausto aparece como un jefe en DC Universe Online con la voz de Brian Jepson. Felix Faust se ve por primera vez en el distrito de Chinatown de Metropolis, donde trata de corromper las almas allí. Los jugadores encuentran a Felix Fausto en la tienda de Madame Xanadu, donde ha capturado a Zatanna. Los jugadores lograron liberar a Zatanna que ayuda a derrotar a Felix Faust. Más tarde se lo ve en colaboración con Black Adam en un complot para desviar almas en la Universidad de Gotham para revivir a Isis. Resulta ser un truco ya que Felix Fausto agota los poderes de Black Adam y los usa para criar a Isis como un zombi mientras escapa. Felix Fausto es servido por Archimagos, Momias gigantes, Escarabajos Khet, Brujos mágicos, Brujas mágicas, Mini Escarabajos, Momias, Escarabajos de enjambre y un Señor desalmado.
- Felix Fausto aparece como un personaje jugable en Lego DC Super-Villains.